# Dražen Bobinac
Dražen Bobinac (1953. – 2010.), hrvatski političar, saborski zastupnik, visoki lokalni dužnosnik, visoki ratni civilni dužnosnik, časnik HV, pionir demokratizacijskih procesa i uvođenja višestranačja na prostoru Like, Gacke i Krbave. Po struci je bio veterinar.
Osnivač HDZ-a za Liku, Gacku i Krbavu (1990.), nosio je čin brigadira HV-a. obnašao je dužnost gradonačelnika Otočca (1993. – 2000.), bio je povjerenik Vlade RH u Općini Vrhovinama (1993.), predsjedavao je Kriznim stožerom za Liku te zapovijedao Vodom za specijalne namjene vojne policije i bio je ustrojio obranu grada Otočca. Zastupnički mandat u Hrvatskom saboru obnašao je u tri mandata (1993. – 2001.).

## Vanjske poveznice
- Lika Online Dražen Bobinac, čovjek koji je obilježio povijest